# Яхнюк, Сергей Васильевич
Сергей Васильевич Яхнюк (род. 3 июля 1962 года в д. Алтыновка Кролевецкого района Сумской области Украинской ССР) — российский политический и государственный деятель, депутат Государственной Думы VII и VIII созывов. Член Комитета Государственной думы по аграрным вопросам. Член фракции «Единая Россия».
Из-за вторжения России на Украину, находится под международными санкциями Евросоюза, США, Великобритании и ряда других стран

## Биография
В 1984 году получил высшее образование по специальности «агрономия» окончив Ленинградский сельскохозяйственный институт. С 1984 по 1989 год работал в совхозе «Первомайский» Приозерского района Ленинградской области в должности главного агронома. До 1985 года объединение совхозов «Первомайское» Приозерского района возглавлял Виктор Зубков, возглавлявший правительство РФ с 2007 по 2008 год. С 1989 по 1992 год работал в совхозе «Краснозерный» в должности директора совхоза. С 1992 по 1999 год работал в АОЗТ Племенное хозяйство «Первомайское» в должности руководителя. В 1999 году избран депутатом Законодательного собрания Ленинградской области по Сосновскому одномандатному избирательному округу. 19 сентября 1999 года на досрочных выборах баллотировался на должность главы Приозерского района, по результатам выборов избран главой администрации Приозерского района Ленинградской области. Повторно переизбран на должность главы администрации района в 2003 году, исполнял полномочия до 2007 года.
В августе 2007 года был назначен на пост вице-губернатора — председателя комитета по агропромышленному и рыбохозяйственному комплексу распоряжением главы Ленинградской области Валерия Сердюкова. В 2012 году, после прихода на должность губернатора Ленинградской области Александра Дрозденко сохранил свою должность вице-губернатора.
В октябре 2015 году был назначен заместителем председателя правительства Ленинградской области — председателем комитета по агропромышленному и рыбохозяйственному комплексу.
В июле 2017 года баллотировался от «Единой России» на повторных выборах по одномандатному избирательному округу 112, ставшего вакантным после сложения с себя депутатских полномочий Сергеем Нарышкиным, назначенным руководителем Службы внешней разведки, избран депутатом Государственной Думы VII созыва.

## Законотворческая деятельность
С 2017 по 2019 год, в течение исполнения полномочий депутата Государственной Думы VII созыва, выступил соавтором 25 законодательных инициатив и поправок к проектам федеральных законов.

## Международные санкции
24 марта 2022 был добавлен в персональный санкционный список США.
28 декабря 2022 был добавлен в санкционный список Швейцарии.